# Numea Challenger
Numea Challenger, właśc. BNP Paribas de Nouvelle-Calédonie – męski turniej tenisowy rangi ATP Challenger Tour. Rozgrywany na kortach twardych w Numei w Nowej Kaledonii od 2005 roku.

## Mecze finałowe

### Gra pojedyncza
| Rok  | Mistrz            | Finalista                | Wynik            |
| 2023 | Raúl Brancaccio   | Laurent Lokoli           | 4:6, 7:5, 6:2    |
| 2022 | Nie rozgrywany    | Nie rozgrywany           | Nie rozgrywany   |
| 2021 | Nie rozgrywany    | Nie rozgrywany           | Nie rozgrywany   |
| 2020 | Jeffrey John Wolf | Yūichi Sugita            | 6:2, 6:2         |
| 2019 | Mikael Ymer       | Noah Rubin               | 6:3, 6:3         |
| 2018 | Noah Rubin        | Taylor Fritz             | 7:5, 6:4         |
| 2017 | Adrian Mannarino  | Nikola Milojević         | 6:3, 7:5         |
| 2016 | Adrian Mannarino  | Alejandro Falla          | 5:7, 6:2, 6:2    |
| 2015 | Steve Darcis      | Adrián Menéndez-Maceiras | 6:3, 6:2         |
| 2014 | Alejandro Falla   | Steven Diez              | 6:2, 6:2         |
| 2013 | Adrian Mannarino  | Andrej Martin            | 6:4, 6:3         |
| 2012 | Jérémy Chardy     | Adrián Menéndez-Maceiras | 6:4, 6:3         |
| 2011 | Vincent Millot    | Gilles Müller            | 7:6(6), 2:6, 6:4 |
| 2010 | Florian Mayer     | Flavio Cipolla           | 6:3, 6:0         |
| 2009 | Brendan Evans     | Florian Mayer            | 4:6, 6:3, 6:4    |
| 2008 | Flavio Cipolla    | Stéphane Bohli           | 6:4, 7:5         |
| 2007 | Michael Russell   | David Guez               | 6:0, 6:1         |
| 2006 | Gilles Simon      | Rik de Voest             | 6:2, 5:7, 6:2    |
| 2005 | Gilles Simon      | Björn Phau               | 6:0, 6:3         |

### Gra podwójna
| Rok  | Mistrzowie                               | Finaliści                                   | Wynik                |
| 2023 | Colin Sinclair Rubin Statham             | Toshihide Matsui Kaito Uesugi               | 6:4, 6:3             |
| 2022 | Nie rozgrywany                           | Nie rozgrywany                              | Nie rozgrywany       |
| 2021 | Nie rozgrywany                           | Nie rozgrywany                              | Nie rozgrywany       |
| 2020 | Andrea Pellegrino Mario Vilella Martínez | Luca Margaroli Andrea Vavassori             | 7:6(1), 3:6, 12–10   |
| 2019 | Dustin Brown Donald Young                | André Göransson Sem Verbeek                 | 7:5, 6:4             |
| 2018 | Hugo Nys Tim Pütz                        | Alejandro González Jaume Munar              | 6:2, 6:2             |
| 2017 | Quentin Halys Tristan Lamasine           | Adrián Menéndez-Maceiras Stefano Napolitano | 7:6(9), 6:1          |
| 2016 | Julien Benneteau Édouard Roger-Vasselin  | Grégoire Barrère Tristan Lamasine           | 7:6(4), 3:6, 10–5    |
| 2015 | Austin Krajicek Tennys Sandgren          | Jarmere Jenkins Bradley Klahn               | 7:6(2), 6:7(5), 10–5 |
| 2014 | Austin Krajicek Tennys Sandgren          | Ante Pavić Blaž Rola                        | 7:6(4), 6:3          |
| 2013 | Sam Groth Toshihide Matsui               | Artem Sitak Jose Statham                    | 7:6(6), 1:6, 10–4    |
| 2012 | Sanchai Ratiwatana Sonchat Ratiwatana    | Axel Michon Guillaume Rufin                 | 6:0, 6:4             |
| 2011 | Dominik Meffert Frederik Nielsen         | Flavio Cipolla Simone Vagnozzi              | 7:6(4), 5:7, 10–5    |
| 2010 | Nicolas Devilder Édouard Roger-Vasselin  | Flavio Cipolla Simone Vagnozzi              | 5:7, 6:2, 10–8       |
| 2009 | Opady deszczu                            | Opady deszczu                               | Opady deszczu        |
| 2008 | Flavio Cipolla Simone Vagnozzi           | Jan Mertl Martin Slanar                     | 6:4, 6:4             |
| 2007 | Alex Kuznetsov Phillip Simmonds          | Thierry Ascione Édouard Roger-Vasselin      | 7:6(5), 6:3          |
| 2006 | Alex Bogomolov Jr. Todd Widom            | Lars Burgsmüller Denis Gremelmayr           | 3:6, 6:2, 10–6       |
| 2005 | Stephen Huss Wesley Moodie               | Jérôme Golmard Harel Lewi                   | 6:3, 6:0             |